# Dicycla rufocanago
Dicycla rufocanago là một loài bướm đêm trong họ Noctuidae.